# تينا ماهون
تينا ماهون (بالإنجليزية: Tina Mahon)‏ هي ممثلة بريطانية، ولدت في 24 يونيو 1971.

## وصلات خارجية
- تينا ماهون على موقع IMDb (الإنجليزية)